# Taddeo Carlone
Pour les articles homonymes, voir Carlone.
Pour les autres membres de la famille, voir Famille Carlone.
Taddeo Carlone, né à Rovio en 1543 et mort à Gênes le 25 mars 1613, est un sculpteur d'origine tessinoise, installé à Gênes en 1571.

## Biographie
Taddeo Carlone fait son apprentissage dans l'atelier de son père, voyage à Rome, s'installe à Gênes en 1571, se lie avec la famille Doria et devient la tête d'une dynastie de peintres renommés. 
Ses neveux, à savoir les fils de son frère Giuseppe, qui sont Bernardo Carlone (auteur de la statue de la Madonna della Porta della Lanterna de Gênes), et Tommaso Carlone, collaborent ensuite à son atelier de sculpture.
Taddeo devient le sculpteur préféré des aristocrates génois et réalise des portails grandioses et des fontaines théâtrales pour leurs résidences citadines.
Il épouse Giacomina Verra, dont il a deux fils, qui deviendront les peintres Giovanni Bernardo Carlone et Giovanni Battista Carlone.
Taddeo Carlone meurt le 25 mars 1613 et est enterré dans l'église San Francesco al Castelletto.

## Œuvres
- La statue en marbre de San Antonio Abatte, oratoire de Santa Caterina d’Alessandria, Alassio
- Les décorations de la façade du palais Doria-Tursi (1575)
- Les décorations des jardins du palais d'Andrea Doria à Fassolo (pendant une trentaine d'années)
- Monuments funéraires de Ceva et de Gian Battista Doria dans l'église Santa Maria della Cella à Sampierdarena (1574-1576)
- Les bas-reliefs en marbre de la Loggia della Borsa di piazza Banchi à Sottoripa, un quartier de Gênes (1580)
- La statue de la  porta dell'Arco o di Santo Stefano, église Santo Stefano de Gênes
- Le portrait d'Andrea Doria (1600), musée du palais Ducal, Gênes
- Fontaine théâtrale de la place Soziglia (1578)
- Façade de l'église Notre-Dame-de-la-Miséricorde à Savone (1610).

### Sources et bibliographie
- Laura Damiani Cabrini, « Carlone, Taddeo » dans le Dictionnaire historique de la Suisse en ligne, version du 21 juin 2005.
- « Taddeo Carlone », sur SIKART Dictionnaire sur l'art en Suisse.
- M. Bartoletti, L. Damiani Cabrini : I Carlone di Rovio (1997)